# Ким Гынтхэ
Ким Гынтхэ (кор. 김근태, 14 февраля 1947, Пучхон — 30 декабря 2011, Сеул) - деятель движения за демократизацию, политик, государственный служающий и 43-й министр здравоохранения и социального обеспечения Кореи.

## Биография
Ким Гынтхэ родился в городе Пучхон провинции Кенгидо. Учился в средней школе Кёнги и поступил в Сеульский национальный университет по специальности экономика. В колледже он начал демонстрации за демократию против Юшин режима президента Пак Чонхи. Он был арестован несколько раз и провёл несколько лет в тюрьме. Отбыв полный срок, Ким Гынтхэ был освобожден.
Хотя Пак Чонхи был убит в 1979 году, его военную диктатуру сменил генерал Чон Духван в 1980 году. После освобождения Кима из тюрьмы, он начал протестовать против режима Пак Чонхи. Активист демократического движения, он основал группу Демократическая молодёжная коалиция в 1983 году. В 1985 году он был арестован за прибыль от Северной Кореи (потому что был частым кадром до демократическое движение против военного правительства) и подвергся жестоким пыткам в течение 23 дней со стороны Ли Гынана, который был инспектором национальной полиции. В 1987 году он разделил премию по правам человека вместе с Робертом Ф. Кеннеди и с парашютисткой Ин Джэгын.Эти премии вручаются ежегодно для тех, чья мужественная деятельность лежит в основе движения за права человека, в духе концепции Роберта Ф. Кеннеди.
Позже Ким Гынтхэ описал подробности пыток и идентифицировал мучителя, показав его во время суда. Правительство того времени отказало в обвинении. Но это было доказано как истина, после того как демократическое движение успешно подавили военный режим и наконец приняли демократические рефоры. Ли Гынан, который пытал Кима, был объявлен в розыск.
Ким Гынтхэ считался одним из самых важных активистов демократического движения в Корее, - он пошёл в политику по рекомендации Ким Дэчжуна в 1995 году. Позже Ким Дэчжун был избран президентом Кореи в 1997. Ким Гынтхэ был одним из кандидатов, но из-за низкого рейтинга он отказался от гонки в президенты на полпути, и решил поддерживать Но Мухёна, который выиграл президентские выборы в 2002 году. Во время президентства Но Мухёна, он являлся бывшим лидером правящей партии «Ури», и служил министром здравоохранения и социального обеспечения с 2004 по 2006. Он был также членом Национального собрания с 1996 по 2008 года.
Хотя его политическая карьера, казалось, идет хорошо, он страдал от тяжелого ПТСР (посттравматического стрессового расстройства), из-за которого он отказывался идти к врачам и стоматологам, которые напомнили ему пережитые пытки. Ему был поставлен диагноз болезни Паркинсона в 2006 году, которая, как считалось, возникла по причине пыток.
Его состояние ухудшилось в 2010 году до такой степени, что он не смог присутствовать на свадебной церемонии своей дочери. В ноябре 2011 года он внезапно упал от осложнений болезни Паркинсона (сгусток крови в мозге). Ким Гынтхэ скончался в возрасте 64 лет 30 декабря 2011 года в больнице Сеульского национального университета. Он был похоронен в кладбище Моран города Соннам, где были похоронены несколько известных активистов - борцов за демократию.